# II Universiade invernale
La II Universiade invernale si svolse dal 6 al 12 marzo 1962 a Villars-sur-Ollon, in Svizzera.

## Paesi partecipanti
- Austria (18)
- Belgio (1)
- Bulgaria (10)
- Cecoslovacchia (39)
- Finlandia (5)
- Francia (17)
- Germania (30)
- Giappone (16)
- Italia (12)
- Jugoslavia (16)
- Libano (8)

- Libia (2)
- Norvegia (8)
- Nuova Zelanda (1)
- Paesi Bassi (10)
- Polonia (18)
- Russia (42)
- Spagna (8)
- Stati Uniti (1)
- Svezia (17)
- Svizzera (41)
- Ungheria (10)

## Programma
| CA | Cerimonia d'apertura | 1 | Finali | CC | Cerimonia di chiusura | ● | Competizioni |

| Marzo                 | 6 Mar | 7 Mer | 8 Gio | 9 Ven | 10 Sab | 11 Dom | 12 Lun | Eventi |
| --------------------- | ----- | ----- | ----- | ----- | ------ | ------ | ------ | ------ |
| Cerimonie             | CA    |       |       |       |        |        | CC     |        |
| Combinata nordica     |       |       |       |       | 1      |        |        | 1      |
| Hockey su ghiaccio    | ●     | ●     | ●     | ●     | ●      | 1      |        | 1      |
| Pattinaggio di figura |       |       | ●     | ●     | 1      |        |        | 1      |
| Salto con gli sci     |       |       |       |       | 1      |        |        | 1      |
| Sci alpino            |       | 2     |       | 2     | 2      | 2      |        | 8      |
| Sci di fondo          |       | 1     |       |       |        |        | 1      | 2      |
| Eventi totali         |       | 3     |       | 2     | 5      | 3      | 1      | 14     |
| Totale complessivo    |       | 3     | 3     | 5     | 10     | 13     | 14     |        |
| Marzo                 | 6 Mar | 7 Mer | 8 Gio | 9 Ven | 10 Sab | 11 Dom | 12 Lun | Eventi |

## Medagliere
Paese ospitante 
| Pos.   | Paese            | Oro | Argento | Bronzo | Totale |
| ------ | ---------------- | --- | ------- | ------ | ------ |
| 1      | Germania Ovest   | 5   | 1       | 1      | 7      |
| 2      | Unione Sovietica | 2   | 3       | 1      | 6      |
| 3      | Francia          | 2   | 2       | 3      | 7      |
| 4      | Giappone         | 2   | 1       | 3      | 6      |
| 5      | Cecoslovacchia   | 1   | 1       | 0      | 2      |
| 6      | Austria          | 0   | 2       | 3      | 5      |
| 7      | Finlandia        | 0   | 1       | 0      | 1      |
| 7      | Norvegia         | 0   | 1       | 0      | 1      |
| 9      | Ungheria         | 0   | 1       | 1      | 2      |
| 9      | Svezia           | 0   | 1       | 1      | 2      |
| Totale | Totale           | 12  | 14      | 13     | 39     |